# Jemen
Jemen (arab: ٱلْيَمَنْ) vagy hivatalos nevén Jemeni Köztársaság (الجمهورية اليمنية) állam Délnyugat-Ázsiában, amely az Arab-félsziget délnyugati peremén fekszik. Északon Szaúd-Arábiával, északkeleten Ománnal határos, tengeri határa pedig Eritreával, Dzsibutival és Szomáliával van. Hozzá tartozik még az Arab-tengerben a Szokotra szigetcsoport és több kisebb sziget a Vörös-tengerben és a Báb el-Mandeb tengerszorosban.
Hosszú ideje az arab világ egyik legelmaradottabb, legszegényebb országa  és egyben világszinten az egyik legfejletlenebb ország. 2019-ben az ENSZ alapján itt van a legtöbb humanitárius segélyre szoruló ember, mintegy 24 millió ember, vagyis a lakosságának közel 75%-a. 2020-ban globálisan az első helyen áll a törékeny államok  indexén , a második legrosszabb helyen az éhezési indexben, amelyet csak a Közép-afrikai Köztársaság előzött meg, és a nem afrikai országok közül az egyik legalacsonyabb emberi fejlettségi indexszel rendelkezik.
Jemen a Közel-Kelet civilizációjának egyik legrégebbi bölcsője. Az ókorban a régió a Szabá (Sába) Királyság területe volt. A kora középkorban azon nemzetek között volt, amelyek a legkorábban felvették az iszlám vallást; ma a sáfi'ita vallásjogi iskola fontos központja, amely a szunnita iszlám jogtudománya (fiqh) négy irányzatának (madzhab) egyike.
A 19. század folyamán a régiót felosztották az Oszmán és a Brit Birodalom között. Az 1960-as években Jemeni Arab Köztársaság (Észak-Jemen) és Jemeni Népi Demokratikus Köztársaság (Dél-Jemen) néven jött létre két állam. 1990-ben a két jemeni állam egyesült, és létrehozta az egységes Jemeni Köztársaságot.
2014-2015 óta polgárháború dúl; a 2020-as évek elején négy csoport irányítja  az egykori nemzet különböző területeit. A korábbi Jemen szétesett a polgárháború miatt, a 2020-as évek elején gyakorlatilag több állam létezik a korábbi nemzeti területen. A régóta zajló konfliktus miatt 2022 áprilisáig több millióan kényszerültek a lakóhelyüket elhagyni. A jemeni konfliktusba  más arab államok és Irán is beavatkoznak. Utóbbi a hútikat támogatja.

## Nevének eredete
Több magyarázat is van Jemen nevének eredetére. Az egyik a kihalt ódélarab nyelvekből való Yamnat földrajzi névből származtatja, amely a Himjarita királyság idején a mai Áden és Hadramaut közötti partszakasz neve volt és jelentése talán déli part. Egy másik hasonló magyarázat a ymnt (déli) szóból származtatja Jemen nevét.
A harmadik magyarázat a yamn, yumn, azaz boldogság szóval kapcsolja össze, amely összefüggésben lehet a terület hajdani római megnevezésével, az Arabia Felix-szel, azaz Boldog Arábiá-val.

## Földrajz

### Domborzat
A Vörös-tenger és az Ádeni-öböl menti keskeny, meleg sivatagi parti síkságok mögött emelkedik a központi fennsík, melynek legmagasabb csúcsa eléri a 3760 m-t és nyári csapadékban gazdag.
Jemen nyugati partjait korallzátonyokkal szegélyezett, sivatagos parti síkság, a Tiháma (= forró föld) kíséri. 

Délen az Ádeni-öböl partját 10–20 km széles, néhol teljesen elkeskenyedő homokos síkság szegélyezi.
A központi fennsíkba mélyedő aszóvölgyek közül hosszával és mélységével kiemelkedik a nyugat-keleti irányú Vádi Hadramaut, amely könnyen elérhető talajvizével oázisok sorát élteti.
Északi és keleti részén a fennsíkok lankásan lejtenek a Rab-el-Háli homoksivataga felé.
Jemenhez tartozik még az Indiai-óceánban, Afrika szarvának folytatásában elhelyezkedő Szokotra-szigetcsoport, ami 1998 óta (a természeti örökség kategóriában) a világörökség része. Az ország legmagasabb pontja a 3760 méter magas Nabi Szubeju.

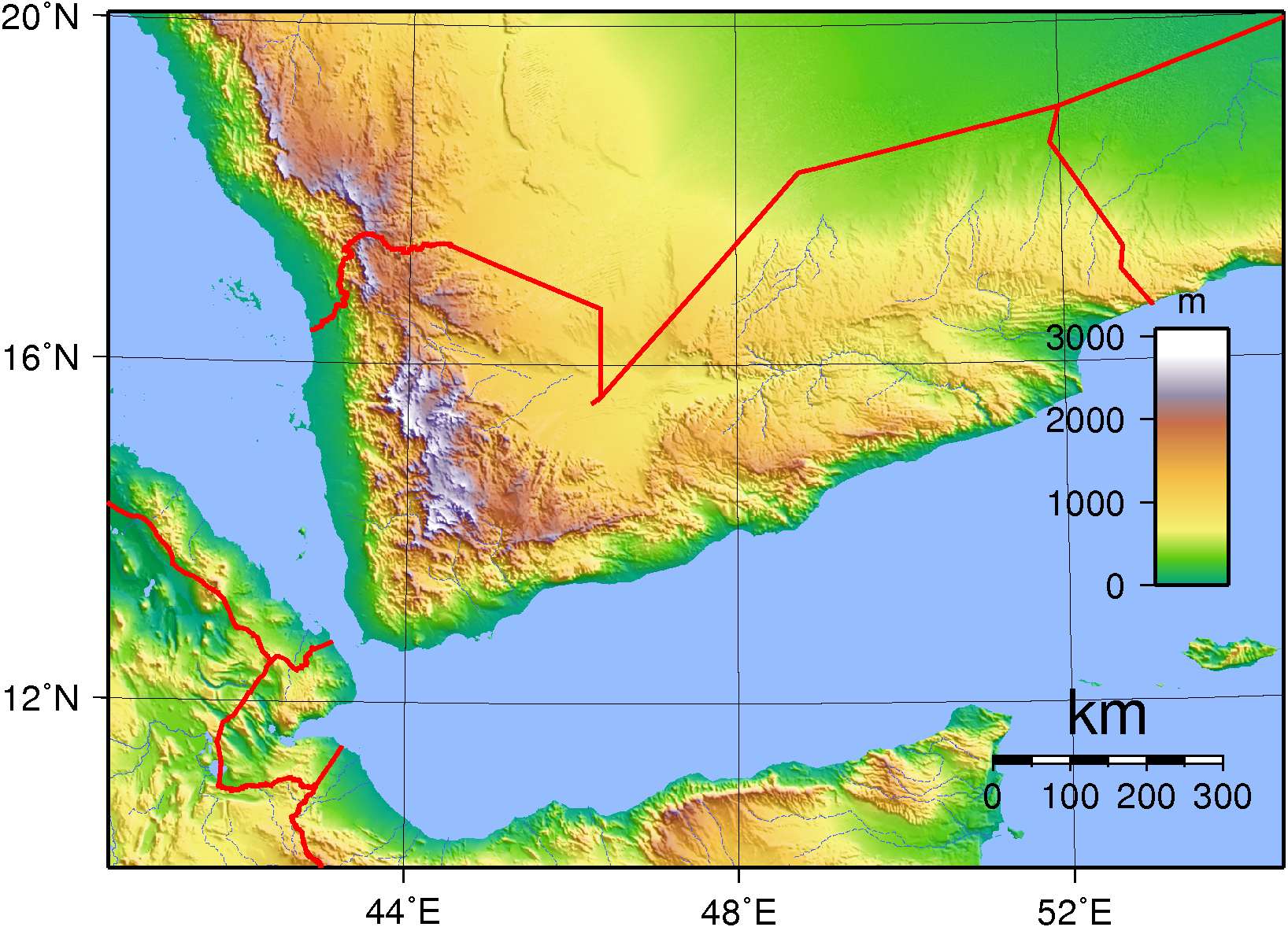
Jemen domborzati térképe
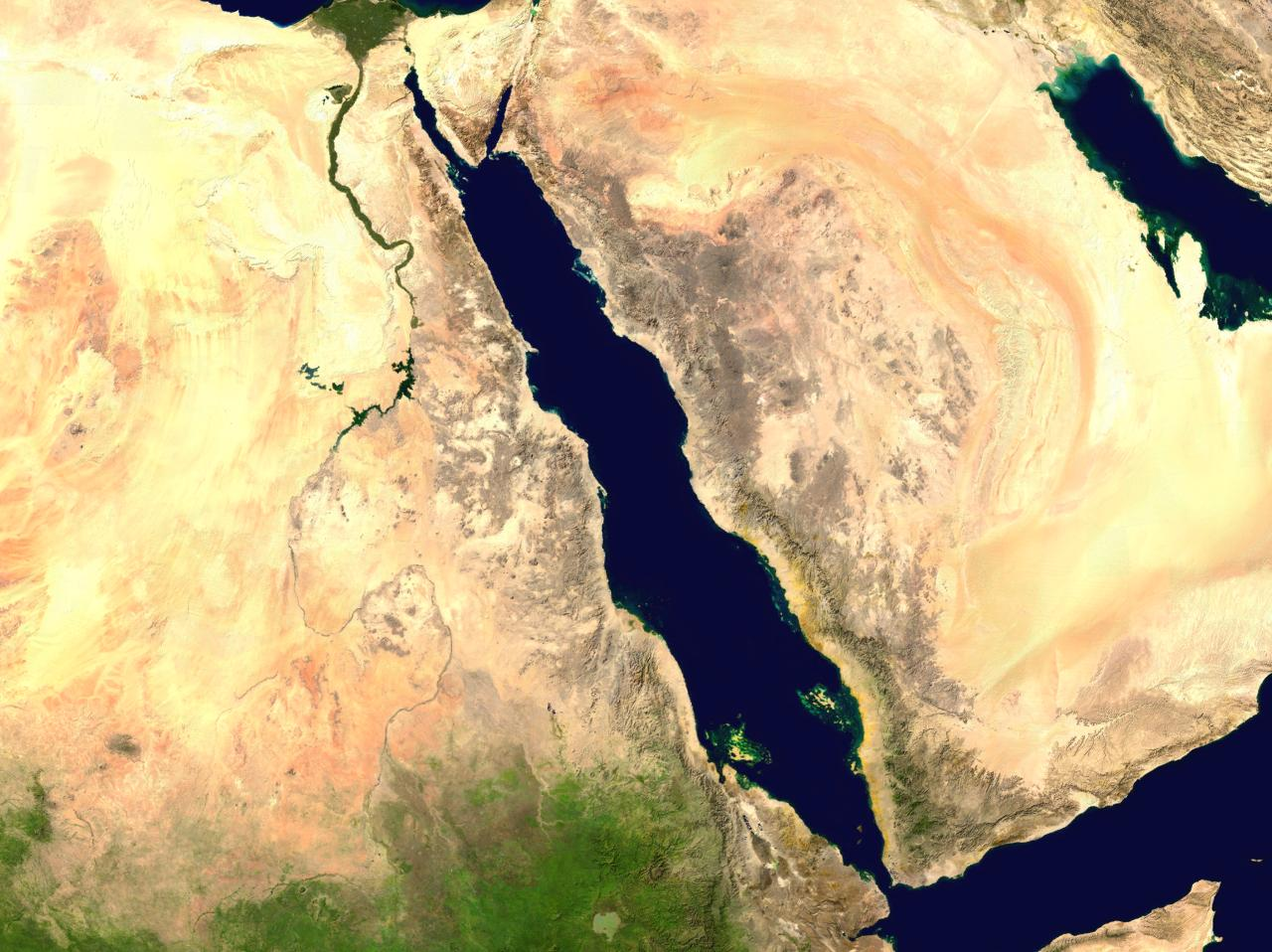
A régió műholdas képe
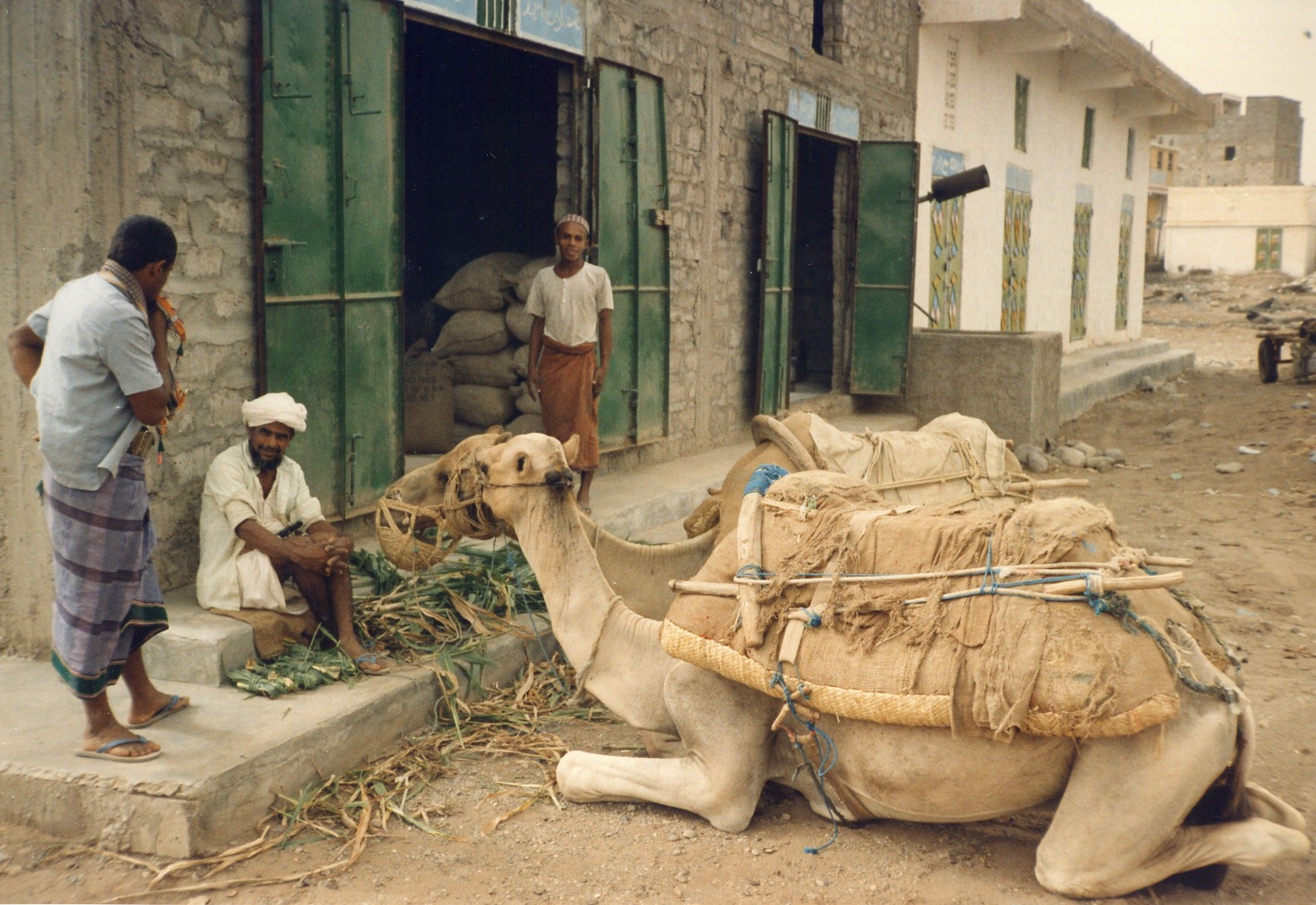
Dromedár
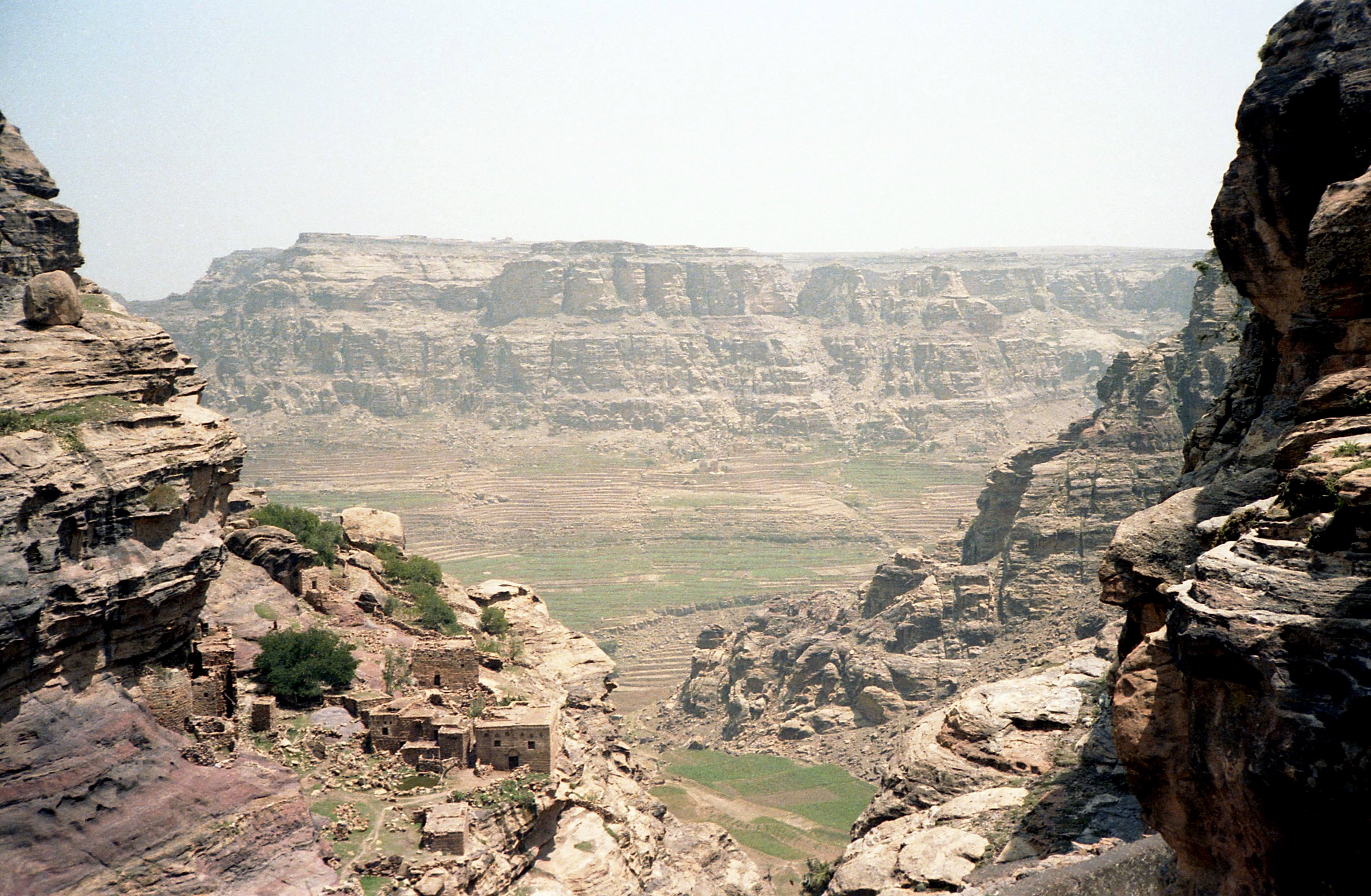
Tájkép Szanaától északnyugatra
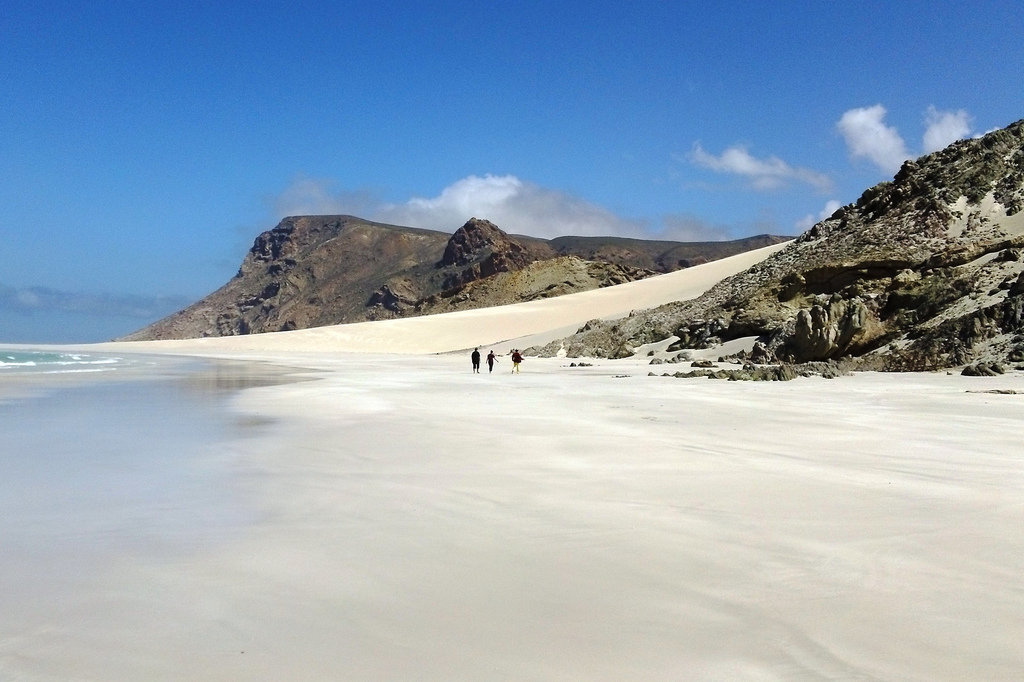
A Szokotra-sziget tengerparti képe

### Vízrajz
A hegyekben eredő állandó patakok sehol sem érik el a tengert, kiszáradnak a forró és száraz part menti síkságon. Jemennek nincsenek tavai, sem állandó folyói. A legfőbb vízfolyása a Maszila.

### Éghajlat
A partvidék száraz és forró.  A Tihāmah ("forró föld") egy nagyon száraz part menti síkságot alkot Jemen teljes Vörös-tengeri partvonala mentén. A csapadékmennyiség csekély, évi 100 mm körüli. A hegyvidékről érkező patakok soha nem érik el a tengert.
A hegyvidék nyugati része viszont az Arab-félsziget legcsapadékosabb területe, a csapadékmennyiség néhol eléri az évi 1000 mm-t. Tovább keletre és északra a csapadék mennyisége megint csökken, a Rab-el-Háli sivatagban szinte sohasem esik az eső.
Az évi középhőmérséklet a magassággal csökken. Jemen belső területein igen nagy napi és évi hőmérséklet ingadozás jellemző.

### Élővilág, természetvédelem
Az ország hat szárazföldi ökorégióra osztható:
- az Arab-félsziget partmenti ködsivataga (ahol gyakran van sűrű köd),
- a Szokotra-sziget cserjésvidéke,
- a délnyugati Arab-hegység lábánál elterülő szavannák,
- a hegyvidéki erdők az Arab-félsziget délnyugati részén,
- az Arab-sivatag,
- a Vörös-tenger menti trópusi sivatag és félsivatag.

A forró, száraz parti síkságon ritkás, sótűrő bozótos található. A hegyvidékek természetes növényzetét bozótosok, a völgyekben néhol boróka- és akáciaerdők alkotják. A nyugati lejtőkön a kandeláber alakú kutyatejfajok, a vádikban a tamariszkusz, az oázisokban a datolyapálma igen elterjedt. A keleti országrész bozótos szavannáinak értékes mézgát adó növénye a tömjénfa és a mirhafa. A Rab-el-Háli teljesen kopár, peremén a rövid tenyészidejű ritkás fűfélék csak egy-egy igen ritka zápor után jelennek meg.

#### Nemzeti parkjai
Kiépült a természetvédelem intézményrendszere:
- Nemzeti Park: Dzsebel Bura erdeje
- Tengeri Nemzeti Park: Zuqur-szigetek
- Ezeken kívül több természetvédelmi és védett terület létezik.

#### Természeti világörökségei
A Szokotra-szigetcsoport teljes egészében természeti világörökség az UNESCO szerint.

## Történelem
Jemen nem csak a mai állam, hanem az azzal nagyjából egybeeső, az Arab-félsziget többi részéhez képest csapadékos és termékeny terület neve is. Az ókorban, a Kr. e. 1. évezred kezdetén itt alakult ki a térség első civilizációja, a sémi délarabok által létrehozott szábeus kultúra. A délarabok ismereteink szerint négy nagyobb államot alkottak, melyek között folyamatos vetélkedés folyt. A legjelentősebb ezek közül Szabá, a bibliai Sába királysága, mely a civilizáció névadója volt.

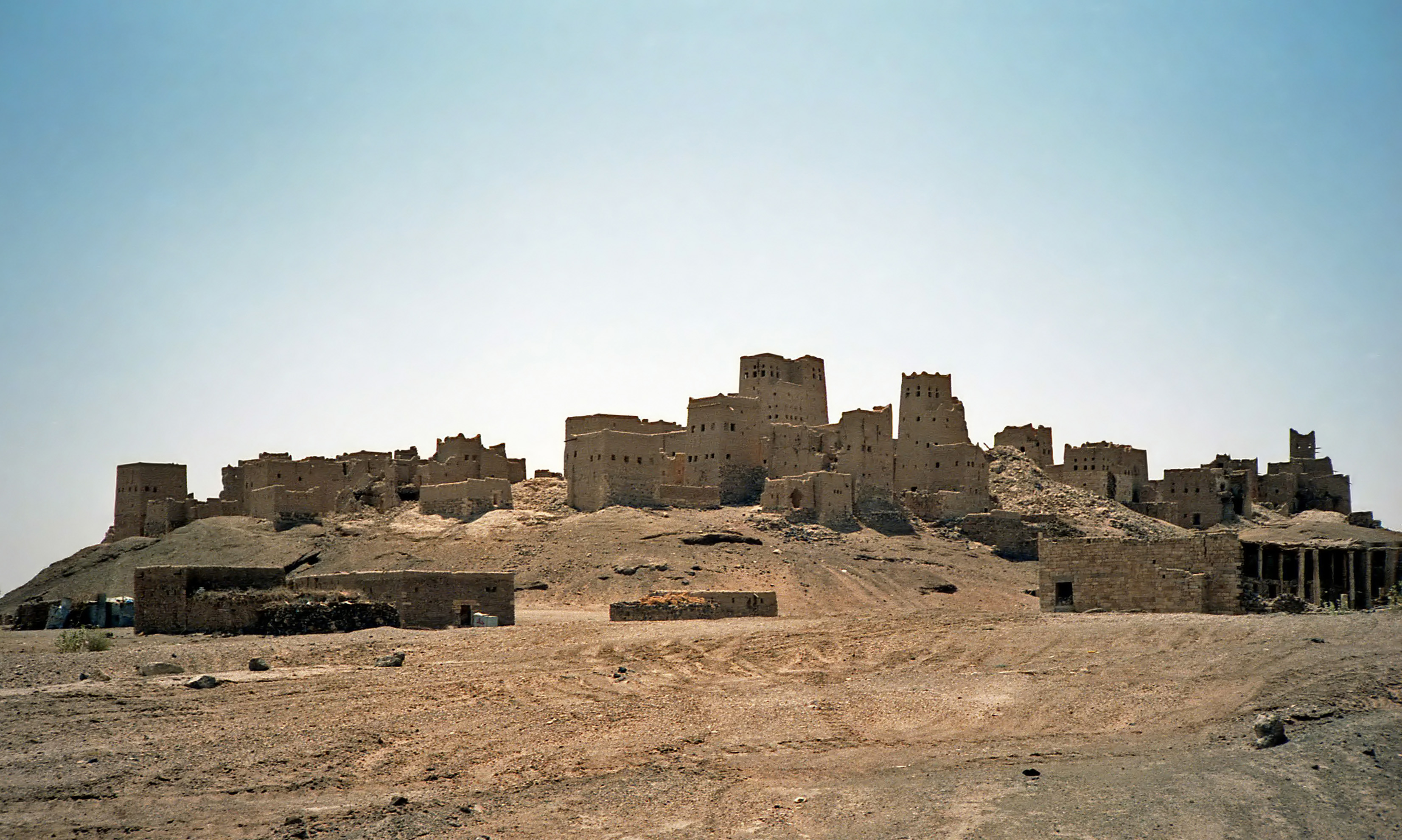
Márib városának ősi romjai

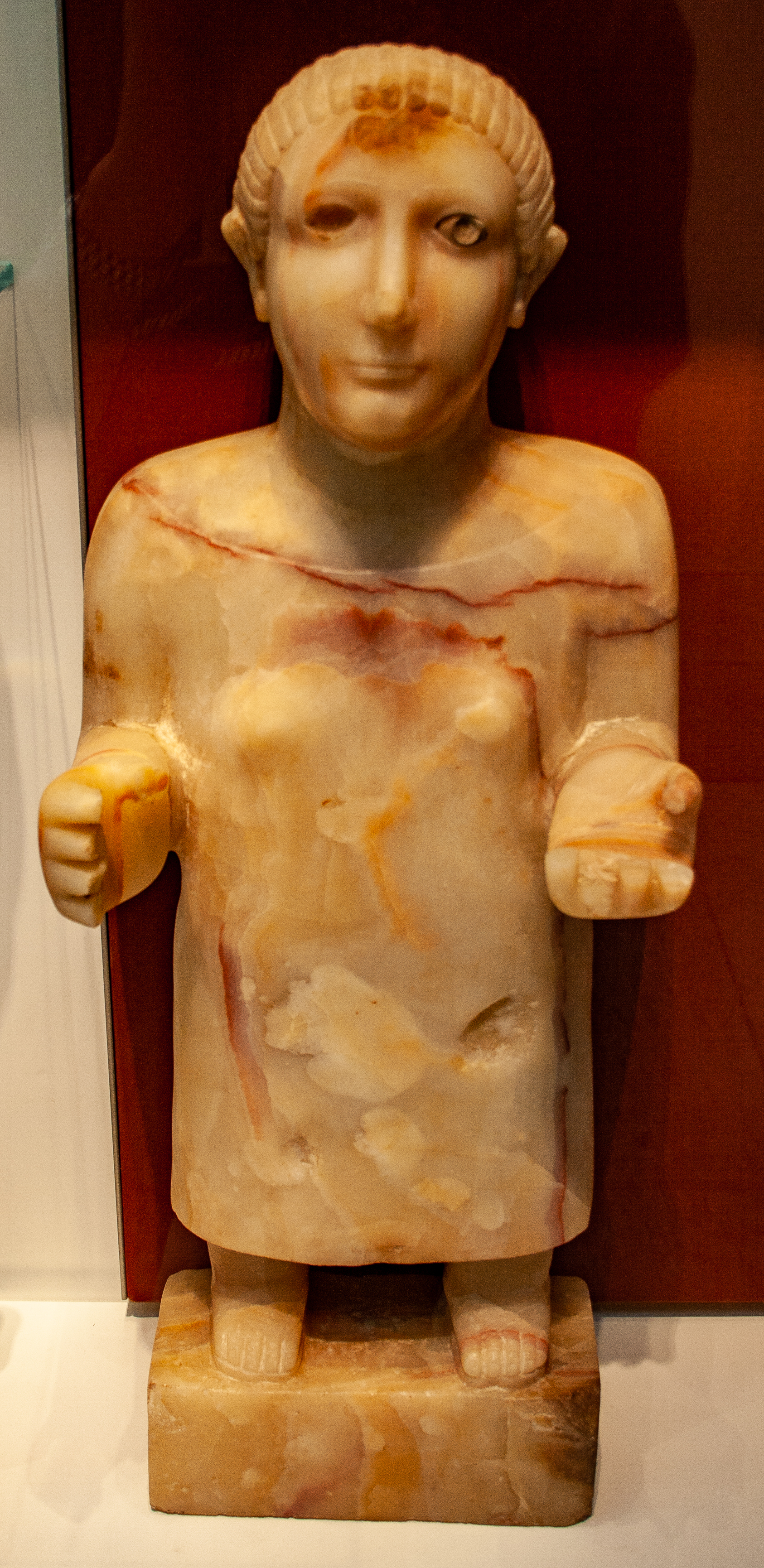
Ókori szobor Dél-Arábiából a British Museumban

A jemeni vidék elsősorban tömjéntermelése, illetve az indiai és afrikai tengeri kereskedelem kiaknázása révén páratlan gazdagságra tett szert. A különféle helyben termelt és importált luxuscikkek továbbítására építették ki a veszedelmes beduin vidékeken áthaladó tömjénutat, mely a Vörös-tenger partvonalát követve a szárazföld belsejében húzódott Jemen és Szíria között. A tömjénút mentén fontos civilizáló hatást fejtettek ki a nagyrészt nomadizáló arabok körében. Politikailag azonban sosem erősödött meg annyira a térség, hogy komolyabban be tudott volna avatkozni a Közel-Kelet nagy civilizációinak sorsába – igaz, izoláltságuk biztonságot is jelentett. Az egyetlen, Jemen meghódítását célzó hadjáratot észak felől a rómaiak indították Augustus uralkodása alatt, Caius Aelius Gallus praefectus Aegypti vezetésével, de csúfos kudarcot vallottak a nehéz és ismeretlen terepen. A délarab vidék így megmaradt a rejtelmes Arabia Felix-nek (=Boldog Arábia), melynek viszonyairól szinte semmit sem tudtak.
Eközben i. e. 115-ben a Himjariták váltak Jemen uraivá. 525-ig tartó uralmuk során a térségben elterjedt a zsidó vallás és a kereszténység – ez utóbbi központja Nadzsrán volt. A keresztény közösségeknek köszönhetően a Bizánci Birodalom fokozottabb figyelmet fordított a térségre, melyet egy nemrég felemelkedett rivális, az abesszíniai Akszúmi Királyság fenyegetett. Az akszúmiak hajdani délarab telepesek és a helyi kusita lakosság leszármazottai voltak – Etiópia kultúrája a mai napig e két alapon működik.
Az etiópok már az 5. században beavatkoztak a jemeni ügyekbe, de ekkor még kevés sikerrel. Komolyabb szerepvállalásra a 6. században került csak sor. Ekkor a jemeni Dzú Nuvász király úgy döntött, hogy függetlenségének zálogát a keresztény bizánciakkal és etiópokkal, valamint az Ománt kezükben tartó zoroasztriánus Újperzsa Birodalommal szemben a judaizmus pártolása jelenti. Amikor a nadzsráni keresztények mészárlásába kezdett, az etióp hadsereg Bizánctól kapott flottával átkelt a Vörös-tengeren, és elpusztították a jemeni királyságot.
Az etióp helytartó, Ábraha önállósodott, és fiai is örökölték magánbirodalmát. 547-ben egészen Mekka városáig jutottak északon, de innen – mint a Korán is megörökítette – kénytelenek voltak visszavonulni valamiféle járvány miatt. A tömjénkereskedelem mekkai kézbe kerülésével szemben azonban nem tudtak mit tenni. Az etióp iga ellen a jemeniek Bizáncban és Perzsiában is segítséget kértek, és ez utóbbiak 575-ben megsegítésük ürügyén meghódították a területet.
Jemen területén 575–631 között perzsa szatrapia létezett, melyet az iszlám által egyesített arabok kényszerítettek megadásra. A területen így is számottevő keresztény és zsidó kisebbség maradt, akik dzimmí-státuszba kerültek. Jemen az iszlám későbbi terjeszkedése során a kalifátus marginális területévé vált, gazdasága pedig eljelentéktelenedett. Megközelíthetetlensége kedvezett a szeparatista törekvéseknek: a 9. század utolsó évtizedében zajdita síita imámátus alakult északnyugati vidékein, a későbbiekben pedig tucatnyi apró emírségre és szultánságra hullott szét.

### Újkor
1513-ban Afonso de Albuquerque, az indiai alkirály vezetésével a portugálok megkísérelték megszerezni Áden kiváló adottságú kikötőjét, ám kudarcot vallottak. 1517-ben az Oszmán Birodalom terjesztette ki hatalmát Jemenre, de ez csak ideig-óráig jelentett valós uralmat. A belső vidéken továbbra is az imám, Áden vidékén pedig a lahedzsi szultán volt a legbefolyásosabb hatalmi tényező. A törökök időről időre próbálták visszaszerezni domináns helyzetüket a térségben, amit beduinlázadások és sikertelen, véres harcok kísértek.
A britek 1799-ben Napoleon Bonaparte tábornok egyiptomi hadjárata kapcsán jelentek meg Jemen partjainál, Perim szigetén, majd hamarosan jó kapcsolatokat építettek ki a lahedzsi szultánnal. Végül egy Szokotra körüli konfliktust követően 1839-ben a Brit Kelet-indiai Társaság elfoglalta Ádent, amit 1852-ben szabadkikötővé nyilvánított.

### Modern kor

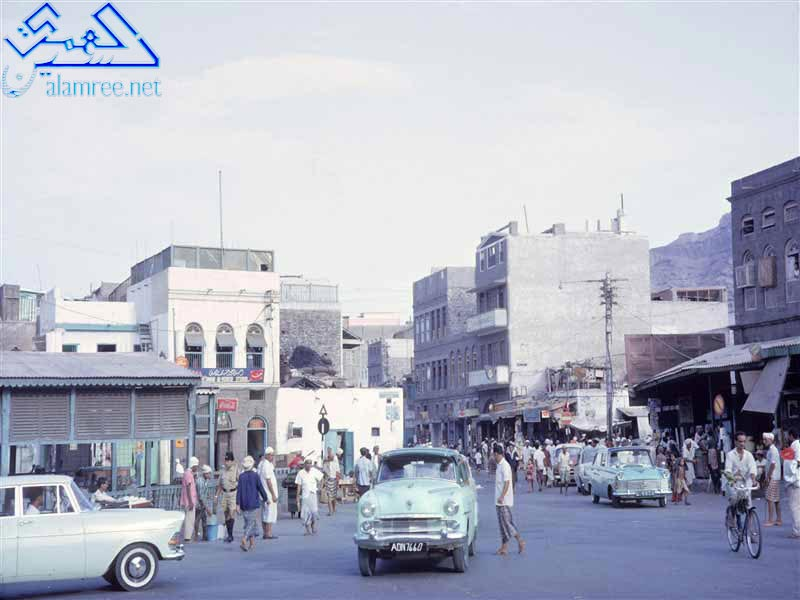
Ádeni utcakép 1962-ben

A Szuezi-csatorna megnyitásával az amúgy is forgalmas ádeni kikötő forgalma többszörösére nőtt, és a térség legfejlettebb, leggazdagabb pontjává vált – helyzete a 20. század közepéig nem sokat változott. Az elkövetkező évtizedekben a britek a térség többi fejedelmét is szövetségesükké tették. Az első világháborút követően a területen két protektorátust hoztak létre, Áden pedig 1935-től koronagyarmati státuszt élvezett.
Az első világháborút követően az imámátus Jemeni Mutavakkilita Királyság néven önállósult, és mind a kialakuló Szaúd-Arábia, mind a dél-jemeni brit protektorátusok felé területi követelésekkel lépett fel. Végül vereséget szenvedett, és az 1934-es táifi békében rendezték határait. A királyság 1953-ban az ENSZ-ben kezdte követelni a déli területeket, mely törekvését az arab államok is támogatták. 1958–1961 között az Egyesült Arab Államok tagja volt Líbiával és az Egyesült Arab Köztársasággal (Egyiptom és Szíria) együtt.
1962-ben Nasszer támogatásával köztársasági puccs buktatta meg Abdullah Szallál vezetésével az imámot, aki híveivel az északi hegyekbe menekült. Kitört a hét évig tomboló észak-jemeni polgárháború, melynek hátterében Szaúd-Arábia és Egyiptom szembenállása húzódott. Bár a hatnapos háború következményei miatt az egyiptomiak 1967-ben végül feladták itteni ambícióikat, a monarchista tábor széthúzása miatt a szaúdiak is kihátráltak az imámita párt mögül. Végül Szallál hívei 1970-re konszolidálni tudták az 1962-ben kikiáltott Jemeni Arab Köztársaság helyzetét.

Észak- (narancssárga) és Dél-Jemen (kék) 1990 előtt

Dél-Jemenben eközben egyre fokozódott az elégedetlenség. A briteket és az őket kiszolgáló fejedelmeket mind kevésbé fogadták el a helyiek, és ez különféle merényletekben, sztrájkokban fejeződött ki. A dekolonizációért küzdő ENSZ is kiállt a helyi függetlenségiek mellett. A két nacionalista erő, az észak-jemeni/egyiptomi hátterű FLOSY és a baloldali Nemzeti Felszabadítási Liga egymással sem tudott kiegyezni, így komoly harcokban a Liga leszámolt ellenfelével. A britek 1967-ben az NFL-t ismerték el legitim tárgyalófélnek, és novemberben kivonultak az országból. A genfi tárgyalások során kikiáltották a Dél-jemeni Népköztársaságot.
Mind a Jemeni Arab Köztársaság, mind a Dél-jemeni Népköztársaság eltökélt híve volt az egyesítés tervének, azonban viszonyuk igencsak kiegyensúlyozatlannak bizonyult, belső stabilitásukhoz hasonlóan. Északon puccs puccsot követett, délen viszont a kommunisták vették át a hatalmat, és 1970-ben megalakult Jemeni Népi Demokratikus Köztársaság. Északon végül 1979-ben Ali Abdullah Száleh szerezte meg az elnöki hatalmat, pontot téve az addigi bizonytalanságra. Délen a párton belüli ellentáborok közt 1986-ban került sor véres leszámolásra.

### Egységes Jemen
1990. május 22-én mondták ki végül a két állam egyesülését. A pozícióját féltő hajdani dél-jemeni pártelit 1994-ben rövid életű elszakadási kísérletet kezdeményezett a hajdani Dél-Jemen területén Jemeni Demokratikus Köztársaság néven. A jemeni polgárháborúban rövid úton Száleh aratott győzelmet, de a térség helyzete évekre bizonytalanná és veszélyessé vált.
Száleh elnök a kilencvenes években normalizálta viszonyát a környező országokkal és a világgal. Hajdani szovjet rokonszenveit levetkőzve kapcsolatba lépett a Nemzetközi Valutaalappal és a Világbankkal, és gazdasági átalakításba kezdett, melyet infrastrukturális, oktatási és egészségügyi reformok kísértek. 2001 óta Jemen támogatta az Egyesült Államokat a terrorizmus elleni harcban.

### A hútik fellépése

A hútik területszerzése

A kormányerők a 20. század vége óta háborút folytattak a síita húti lázadók ellen az északnyugati tartományokban (korábbi Észak-Jemen), ahol a jemeni lakosság túlnyomó többsége él.
A 2011-es egyiptomi forradalom idején véres összecsapások voltak a kormánypárti és az ellenzéki tüntetők között, a rendőrségi beavatkozásokban több ember is megsérült, illetve meghalt. Március végén több katonai vezető is támogatásáról biztosította a tüntetőket, fokozva az ország megosztottságát és a tartós konfliktus esélyét. Száleh elnök ajánlatot tett, hogy távozik az év végén, de ezt nem fogadták el a tüntetők. 2012 januárjában hosszas taktikázás után Száleh elnök lemondott pozíciójáról és Ománba, majd onnan az Amerikai Egyesült Államokba utazott állítólagos gyógykezelés céljából.
2015. januárjában lemondott a jemeni kormány és állítólag az államfő, Abed Rabbo Manszúr Hádi is posztjáról, de ezután bejelentette, hogy egy új kormány létrehozásán dolgozik. Az erőszak továbbra sem csitult el, sőt 2015 márciusában eszkalálódott, ezzel kezdetét vette a második jemeni polgárháború, amelybe a szomszédos Szaúd-Arábia is beavatkozott. A háború újra előhozta az északi és a déli országrész ellentét, s a délen harcoló csoportok vissza akarják állítani az 1990 előtti állapotot, azaz az ország újbóli felosztását különálló és független Észak- illetve Dél-Jemenre.

Az ország megosztottsága 2021. őszén:
zöld: A hútik (húszik) által vezetett Legfelsőbb Politikai Tanács ellenőrzése alatt,
rózsaszín: A jemeni kormány (2022 áprilisa óta az Elnöki Vezető Tanács) és szövetségesei ellenőrzése alatt,
fehér: a jemeni Al-Káida és az Iszlám Állam ellenőrzése alatt,
rozsdabarna: az Egyesült Arab Emírségek által támogatott Déli Átmeneti Tanács ellenőrzése alatt áll

2017. decemberében hútik meggyilkolták a hazaárulással vádolt Ali Abdullah Száleh volt elnököt, miközben megpróbált elmenekülni a lázadók által uralt Szanaa körzetéből az összecsapások elől.
A Szaúd-Arábia támogatásának elvesztése után A. R. Manszúr Hádi jemeni elnök lemondott és 2022 áprilisában az Elnöki Vezető Tanács vette át a helyét.
2023. decemberében Lloyd Austin, az Egyesült Államok védelmi minisztere bejelentette egy nemzetközi tengeri biztonsági erőnek a megalakítását, amelynek célja a húti erők tengeri kereskedelem elleni fenyegetésének felszámolása.

## Politika és közigazgatás
A politikai élet meglehetősen bizonytalan állapotban van a 2014-es húti hatalomátvétel után. 
A hútik (Anszár Alláh) néven ismert fegyveres csoport északon átvette az irányítást és bejelentette, hogy feloszlatja a parlamentet, valamint felállítja az „elnöki tanácsot”, az „átmeneti nemzeti tanácsot” és a „legfelsőbb forradalmi tanácsot” az ország kormányzására.
A leváltott elnök, Abdrabbuh Manszur Hadi azonban ekkor kijelentette, hogy továbbra is hivatalban van, és egy rivális kormány létrehozásán dolgozik Ádenben. 2022-ben lemondott.
Jemen kétkamarás törvényhozású köztársaság. Az 1991-es alkotmány értelmében egy megválasztott elnök, egy választott 301 fős képviselő testület és egy 111 tagú ún. Shura Tanács osztozik a hatalmon.
A puccs előtt Jemen politikája névlegesen egy félelnöki rendszerű, képviseleti demokratikus köztársaság keretében zajlott.
Bár elméletileg biztosított a többpártrendszer, a valóságban teljes mértékben egyetlen párt, az Általános Népi Kongresszus nevű, arab nacionalista párt uralja Jement. A végrehajtó hatalmat az elnök és a kormány gyakorolja. Az igazságszolgáltatás is elméletileg független, de a valóságban ki van téve a végrehajtó hatalom beavatkozásának.
A vallás évszázadok óta a jogi és politikai szféra részét képezik, és a saría hivatalosan is az egyetlen jogalkotási forrás maradt. A 2015-ös alkotmánytervezet kerüli az „egyetlen jogalkotási forrás” kifejezést, de a saríát továbbra is a „jogalkotás forrásának” tekinti.

### Jogállamiság, emberi jogok
A hatalmi ágak szétválasztása – amelyet soha nem valósítottak meg teljes mértékben – a 2020-as évekre gyakorlatilag megszűnt. A parlament és az igazságszolgáltatás megosztott a harcoló felek között, és nem képes ellenőrizni a különböző „végrehajtó hatalmakat”.
Az igazságszolgáltatás nem független, a bíróságok nem tudnak függetlenül működni az adott területen hatalmon lévő csoporttól, és néha a milíciák veszik át az igazságszolgáltatás szerepét. Az emberi jogok megsértésének puszta száma is jelzi, hogy az igazságszolgáltatás nem tudja betölteni a szerepét.
A 2020-as évek elején az ország minden részén erőszakot alkalmaznak a tüntetők, a civil szervezetek, valamint a média ellen (fosztogatások, verések, emberrablások/letartóztatások, kínzások). A gyülekezési joggal való visszaélés a 2020-as évekre veszélyesebbé vált, mint valaha, különösen a nők számára az Anszár Allah által ellenőrzött területeken.
A szólásszabadság el van nyomva, a médiát a politikai felek ellenőrzik és manipulálják. Számos weboldalhoz blokkolva van a hozzáférés. Több ezer állampolgárt tartóztattak le, akiket néha váltságdíj ellenében szabadon engednek. Helyi újságírókat, köztük civil újságírókat és emberi jogi aktivistákat önkényesen tartanak fogva, elrabolnak, megvernek vagy időnként megölnek. A nemzetközi média szinte teljesen kitiltott, tilos a tudósítás.
Az Equal Rights Trust 2018-as jelentése alapján „Jemen a világ egyik legelnyomóbb országa a leszbikus, meleg és biszexuális (LGB) személyek számára”.
Az Al-Huthi család és követői, akik a jemeni zajdi kisebbséghez tartoznak, üldözik a jemeni zsidókat és a bahá’í hit követőit.

### Közigazgatási beosztás

Jemen régiói

2014-ben egy alkotmányozó testület úgy döntött, hogy hat régióra osztja fel az országot: négy északnyugaton, egy délen, egy keleten, továbbá a főváros, Szana'a, mint régiókon kívüli terület. Ez a javaslat hozzájárult a hútik későbbi kormányellenes puccsához.
Jemen területe hagyományosan 22 kormányzóságra (muháfaza), azon belül 333 kerületre (mudírijja) oszlik.

1. Áden
2. Amrán
3. Abjan
4. ed-Dáli
5. el-Bajdá
6. el-Hudajda
7. el-Dzsauf
8. el-Mahra
9. el-Mahvít
10. Főváros
11. Dzamár
12. Hadramaut
13. Haddzsa
14. Ibb
15. Lahidzs
16. Marib
17. Rajma
18. Szaada
19. Szanaa
20. Sabva
21. Taizz
22. Szokotra

### Határviták
Jemennek határvitája van Ománnal és Szaúd-Arábiával.[forrás?] Mivel kevés olajkincse van a többi arab országhoz képest, ezért nagy szüksége lenne szomszédai bizonyos területére. 1995-ben kisebb háborút vívott Eritreával a vörös-tengeri Hanís-szigetek birtoklásáért, végül 1998-ban a hágai Állandó Arbitrációs Bíróság döntése értelmében megtarthatta a szigetcsoportot (lásd Hanís-szigeteki háború).

## Demográfia

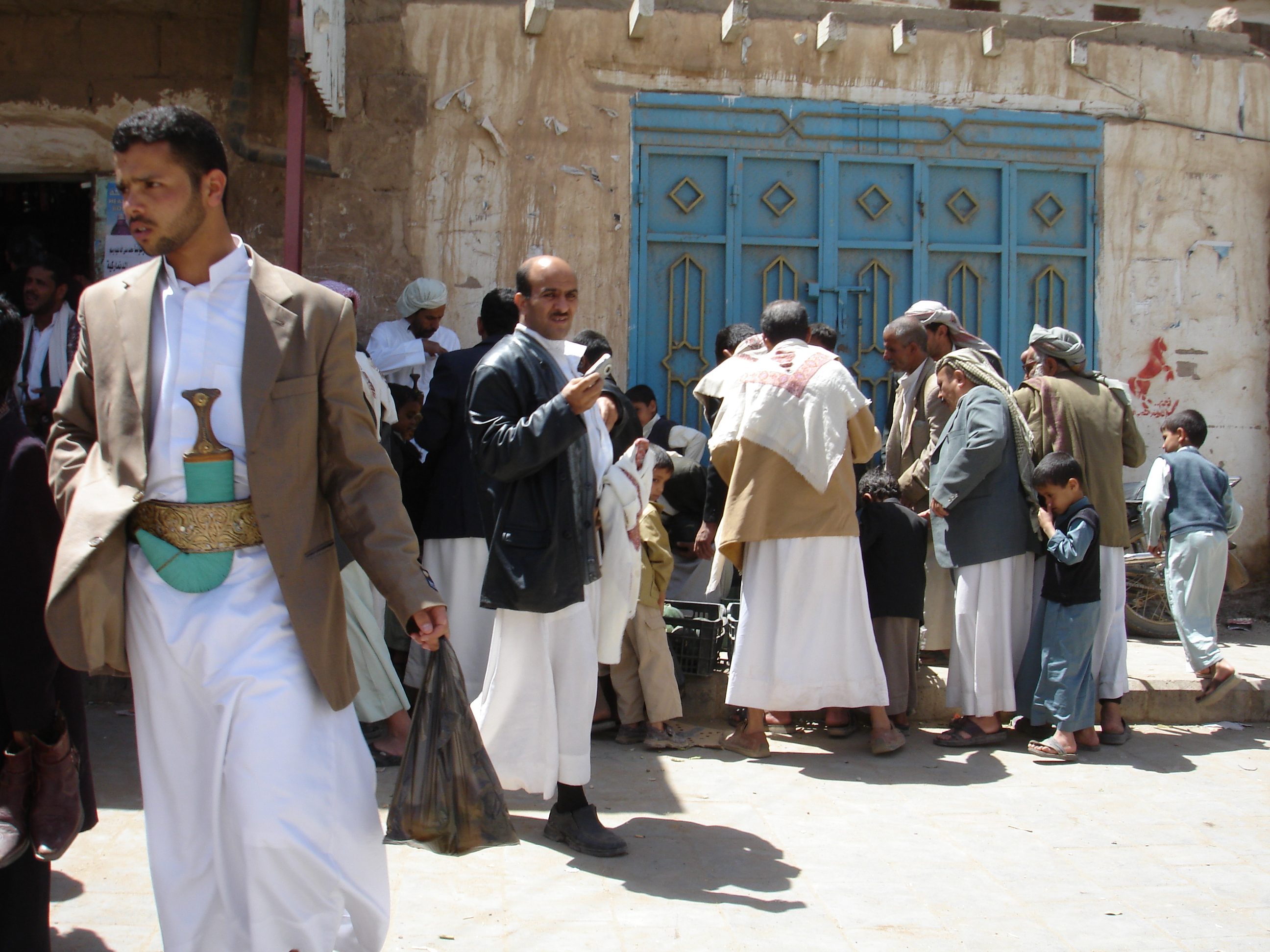
Jemeni férfiak

### Népességének változása

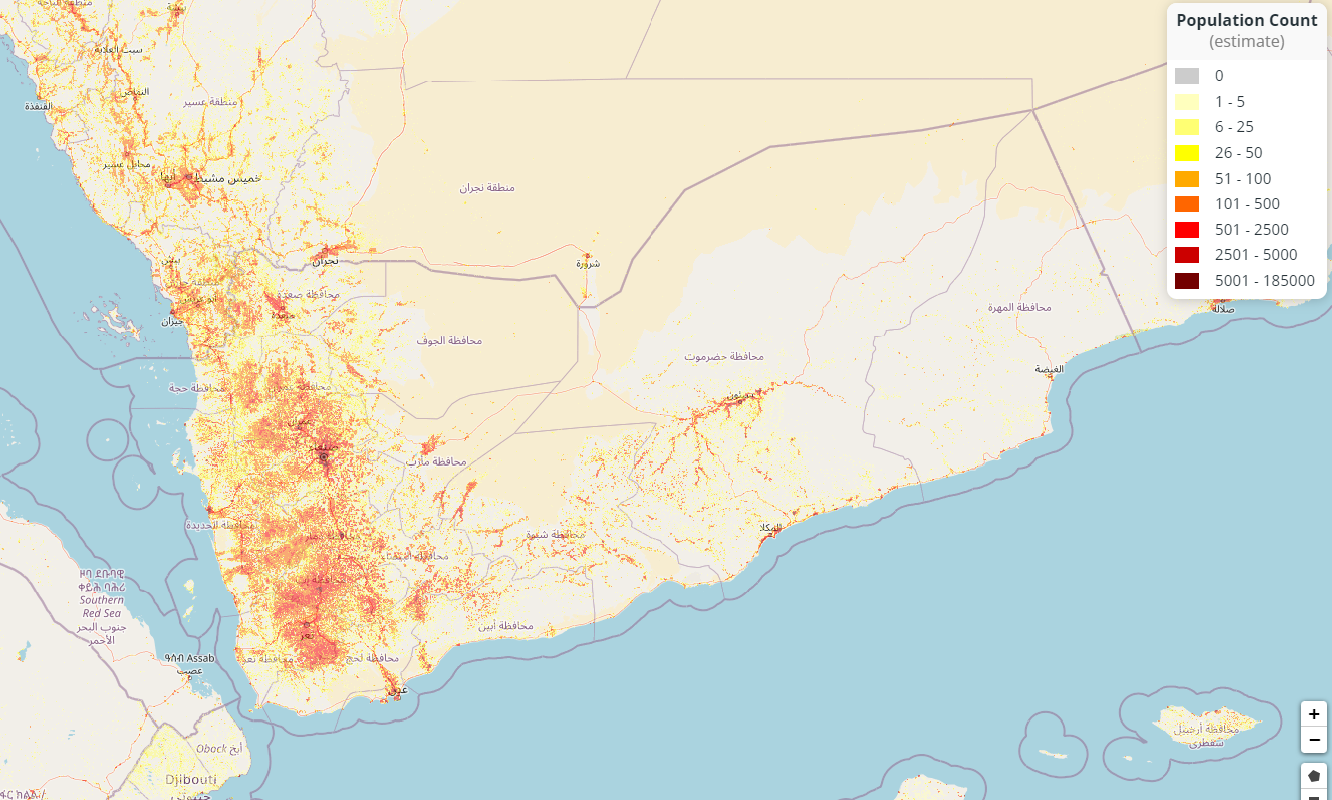
Jemen népsűrűsége 2022-ben

| Lakosok száma | 9 402 070 | 15 831 757 | 19 685 161 | 22 492 035 | 24 259 561 | 26 183 676 | 28 250 420 |
|               | 1984      | 1994       | 2004       | 2009       | 2012       | 2014       | 2017       |

### Általános adatok
- Városi lakosság aránya: 34%. (2015) [31]
- Születéskor várható élettartam: a férfiaknál 63 év, a nőknél 67 év. (2015) [31]
- Népességnövekedés: 2,47%. (2015) [31]
- Írástudatlanság: 30% (2015)[31]

### Legnépesebb települések
Fontosabb városok: Szanaa, Áden, Taizz, Hudajda (Hodeida). 

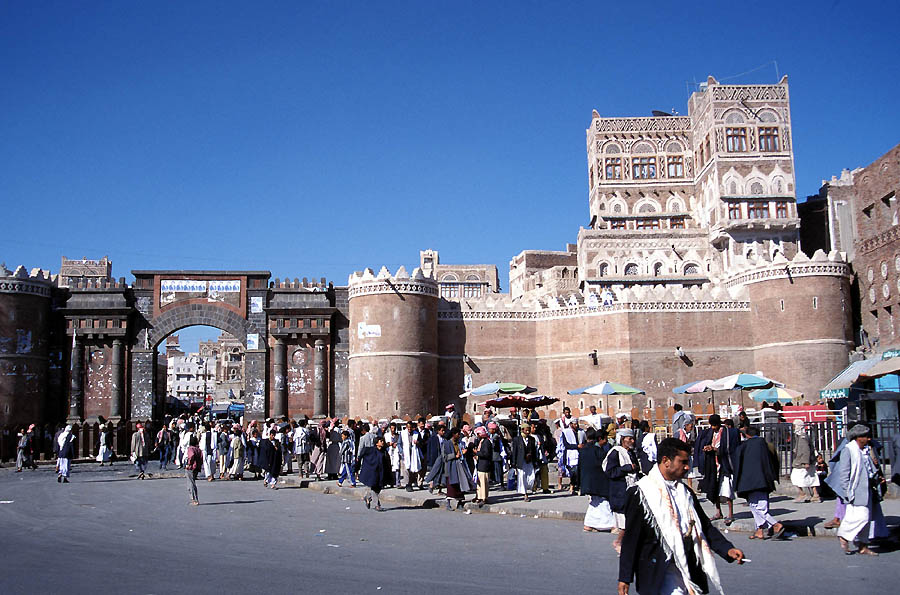
Szanaa
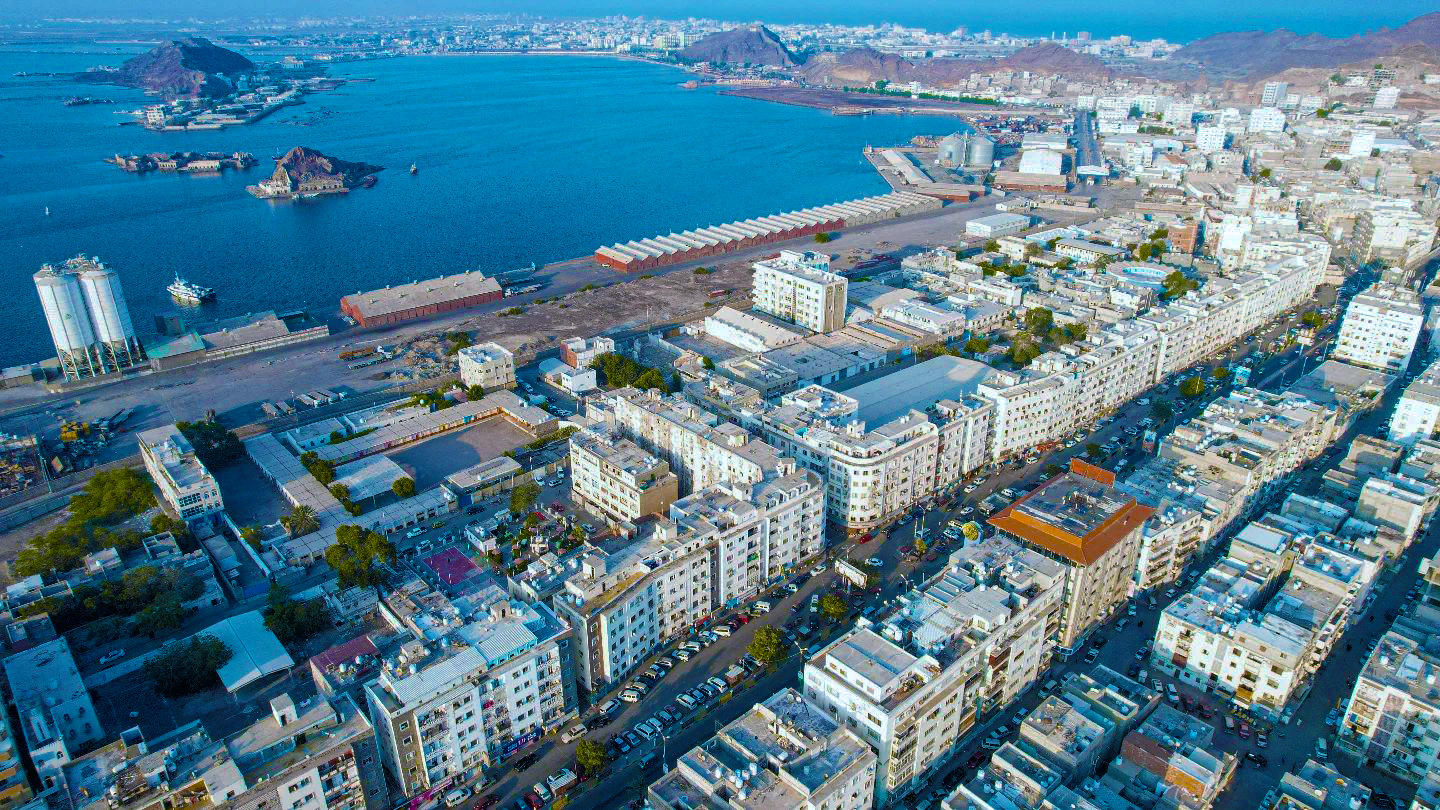
Áden
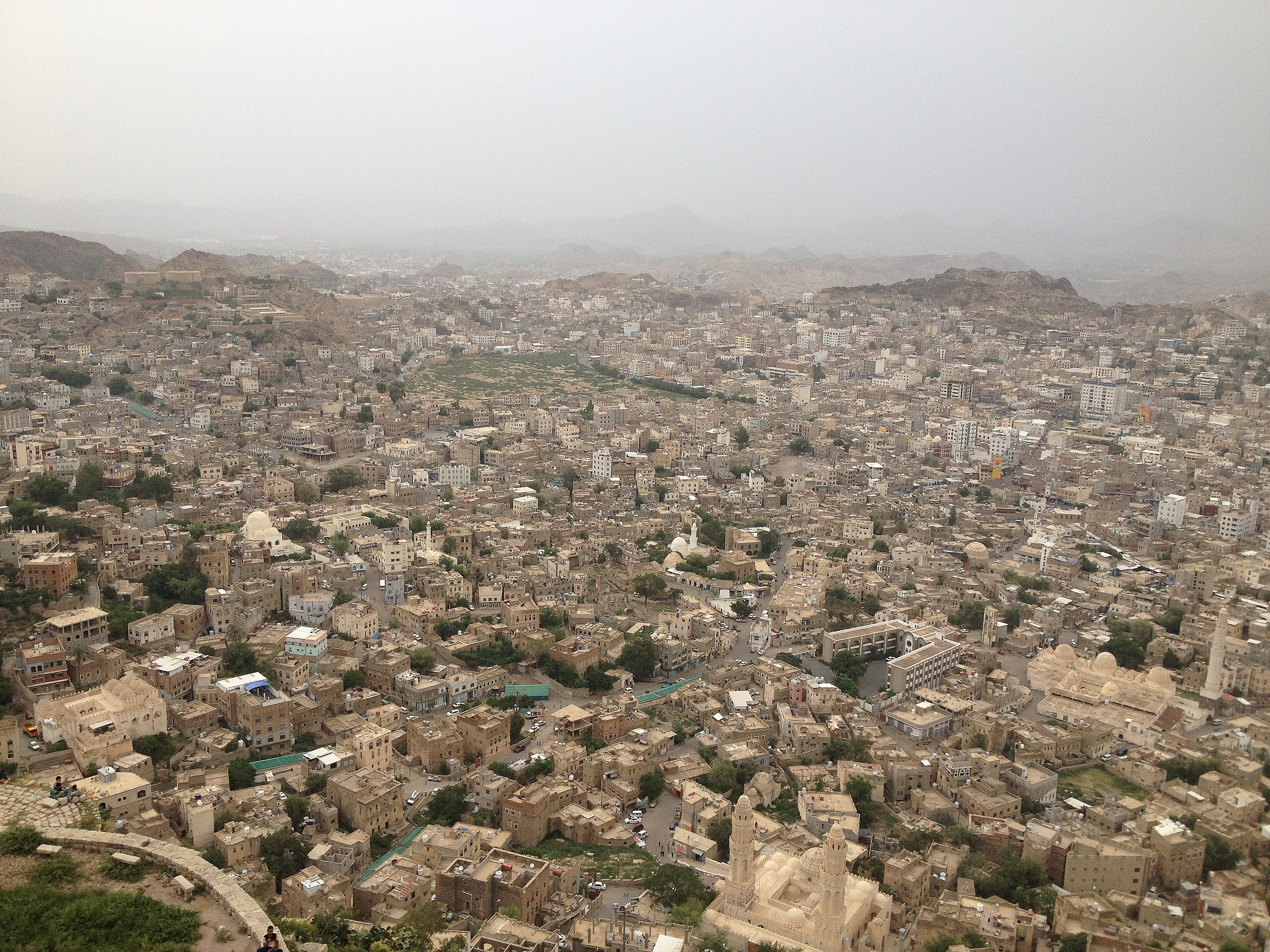
Taizz
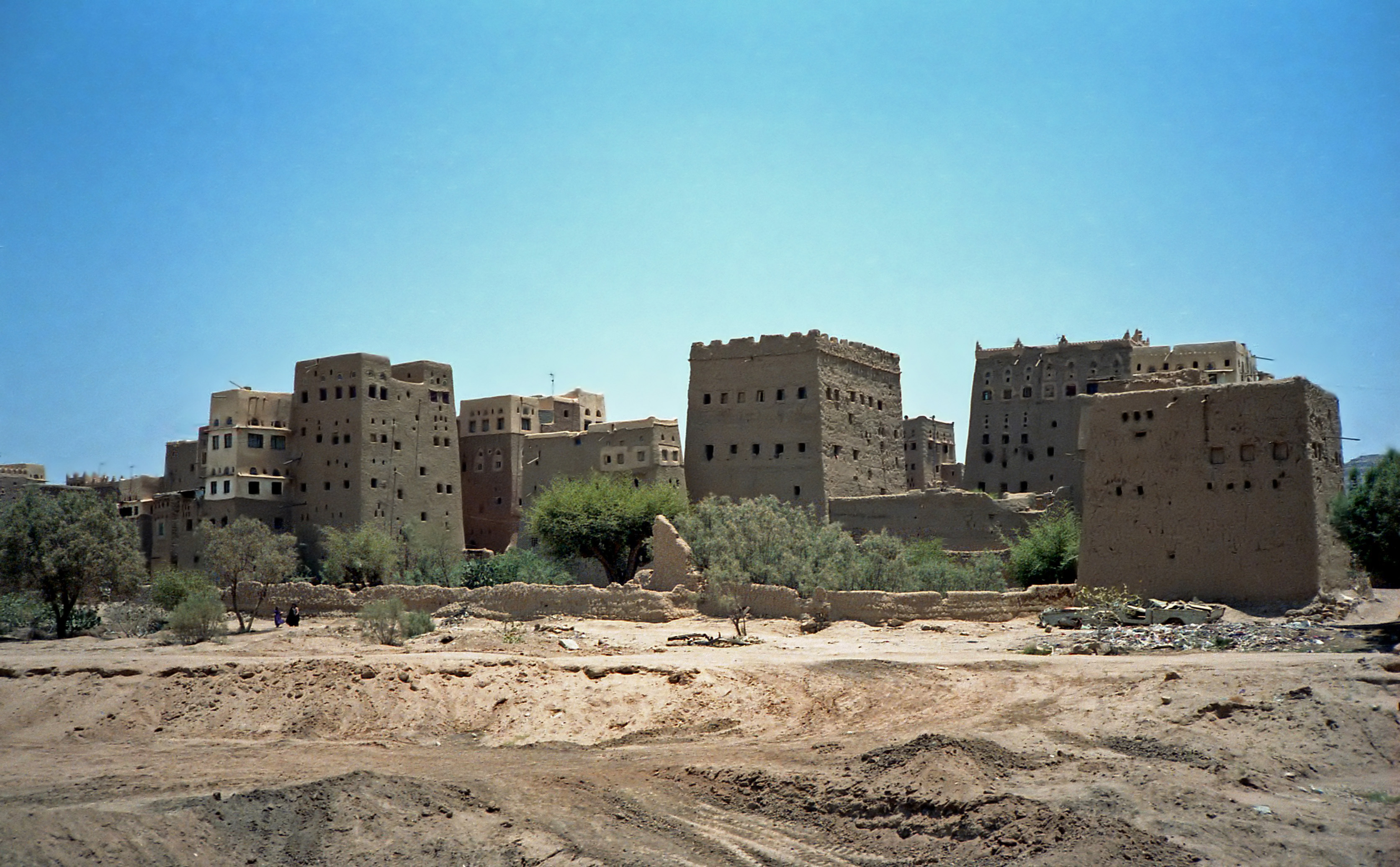
Szaada
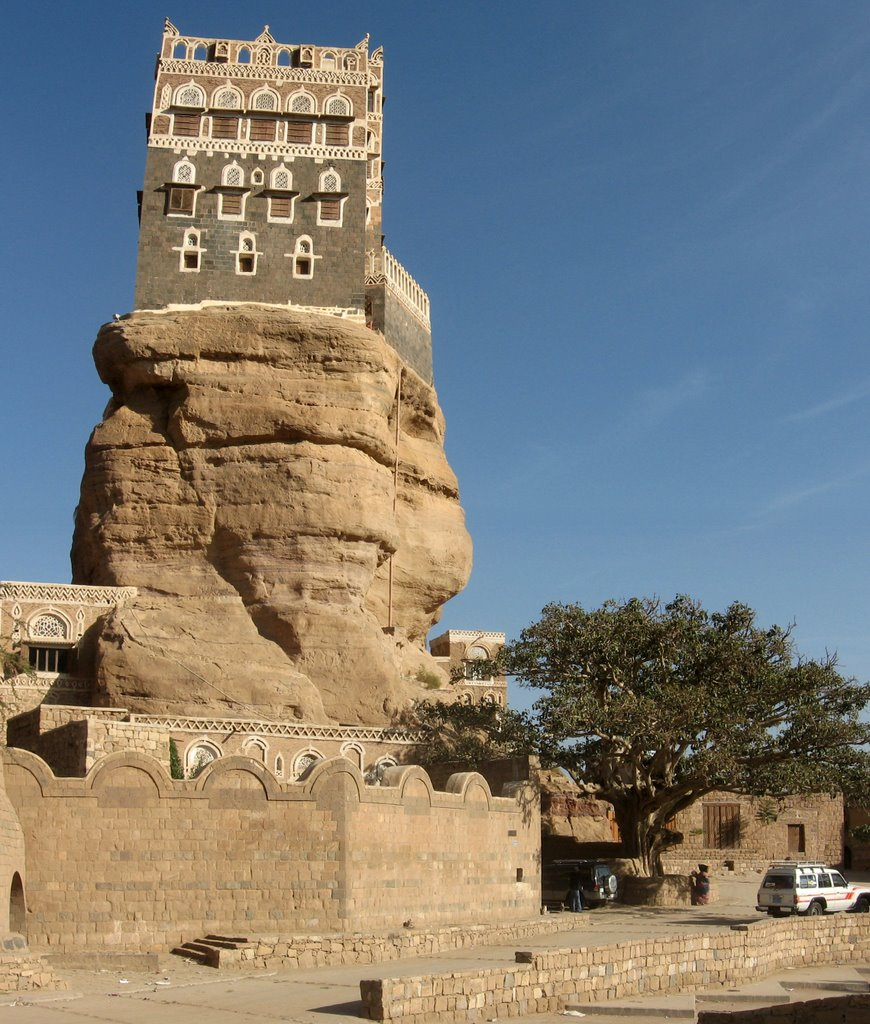
Az imám palotája Whadi Dhahr-ban

### Etnikai megoszlás
A lakosság 96%-a jemeni arab, 3% indiai és pakisztáni, 1% szomáliai származású. Az arab lakosság a partvidéken az afrikaiakkal, délen az indiaiakkal keveredett.

### Nyelvi megoszlás
Az országban a hivatalos nyelv az arab, és ez a legfontosabb beszélt nyelv is.

### Vallási megoszlás
A lakosság 99%-a muszlim (kb. 65%-a szunnita, 35%-a síita), 1%-a pedig egyéb vallású (hindu, zsidó, keresztény).

## Gazdaság

Szanaa, a gyorsan terjedő város

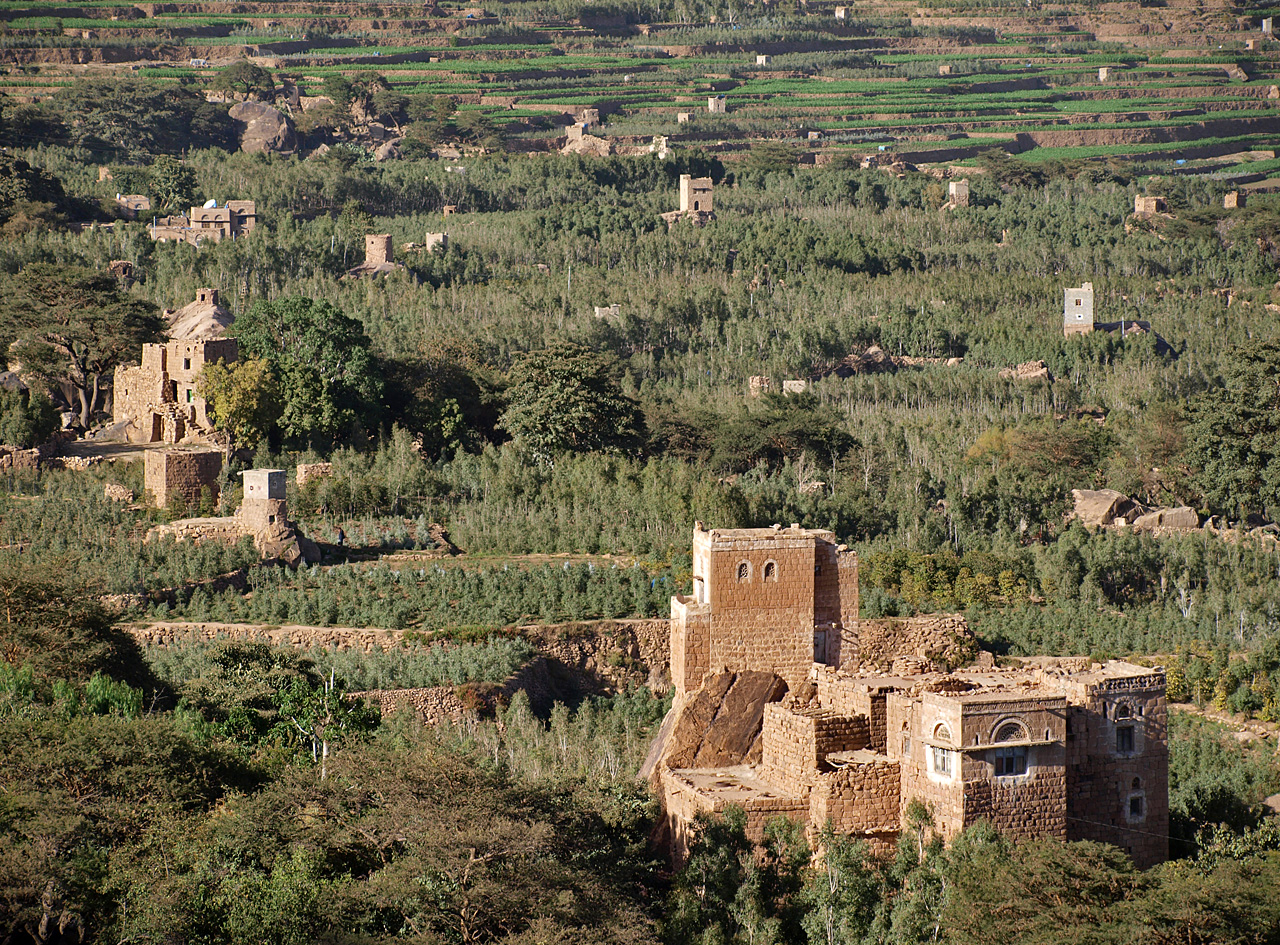
Kat-ültetvény nyugat-Jemenben

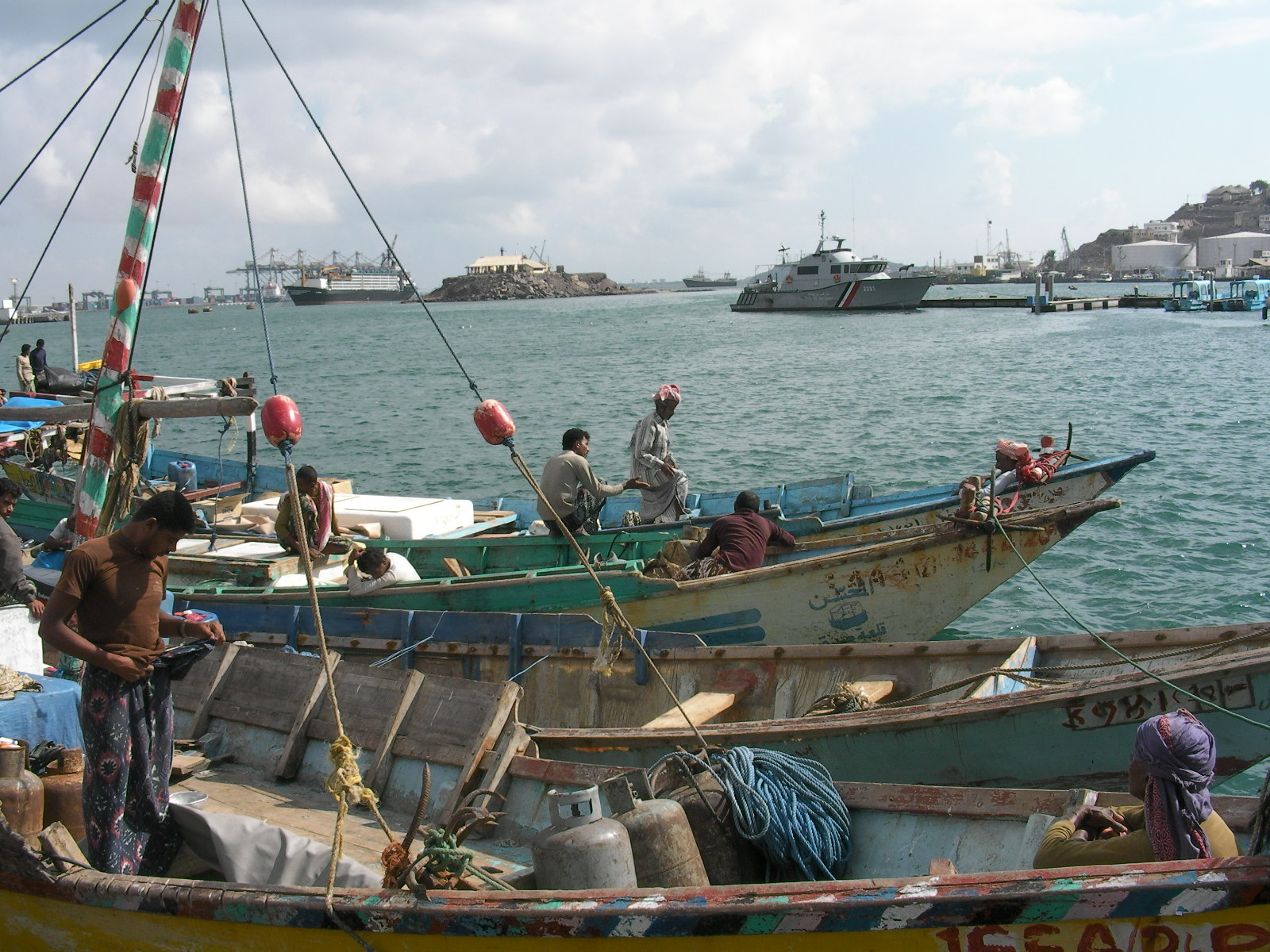
Egy jemeni kikötő

Jemen alacsony jövedelmű ország, arab világ egyik legszegényebb állama. A férfiak jelentős része már a 20. század óta a gazdag arab országokban vállal munkát.
Az ország hosszú távú, súlyos kihívásokkal néz szembe gazdaságának stabilizálása és növekedése terén, és a 2010-es években kezdődött háborús konfliktus csak súlyosbította ezeket a problémákat. A háború nyomást gyakorolt a valuta árfolyamára, felgyorsította az inflációt, súlyosan korlátozta az élelmiszer- és üzemanyagimportot és széleskörű károkat okozott az infrastruktúrában. A konfliktus súlyos humanitárius válságot is okozott: a világ egyik legnagyobb kolerajárványa, közel 1 millió megbetegedéssel. A 2010-es évek végén a lakosság több mint 80%-a humanitárius segítségre szorul.
A 2015 eleje óta dúló polgárháborús harcok tönkretették a gazdaságot, súlyos élelmiszer-ellátási bizonytalansághoz és a már eleve kritikus infrastruktúra tönkretételéhez vezetve. A riál stabilizálását célzó kormányzati reformok ellenére 2022-ben az árfolyam történelmi mélypontra süllyedt, ami az élelmiszerárak jelentős emelkedését és a lakosság jórészét mélyszegénységbe taszította. Az ország olyan megelőzhető betegségek visszatérő kitöréseivel küzd, mint a kolera, a diftéria, a kanyaró és a dengue-láz.
Az ENSZ becslése szerint 2023-ban Jemenben 24 millió embert fenyeget az éhezés és a különféle betegségek.
A GDP összetétele 2014-ben, szektoronként: mezőgazdaság: 9,2%, ipar: 26,8%, szolgáltatások: 64%.

### Gazdasági ágazatok

#### Mezőgazdaság
A lakosság jelentős része a mezőgazdaságból él. Fő terményei a mokkakávé, gyapot, datolya, de a 2000-es évek elején már a termőterület mintegy kétharmadán a katcserjét termesztik, melynek kábító hatású levelét rágják. A gyér legelőkön juhot és kecskét tenyésztenek. A tengerparton a halászat és a sókertek adják a megélhetést.

#### Ipar
Ipara fejletlen, legnagyobbrészt a kézműipar jellemzi. Az ország fő bevételi forrását a viszonylag minimális kőolaj világpiaci eladása jelenti.
Iparágak: kőolajkitermelés és kőolaj-finomítás. Legnagyobb ipari létesítménye Áden kőolaj-finomítója, mely csak részben dolgozza fel a hazai kőolajat. Néhány textilipari és bőráru üzem; élelmiszer feldolgozás; alumínium termékek és cement gyártása; kereskedelmi hajók javítása, csekély  földgázkitermelés.

#### Külkereskedelem
- Exporttermékek: nyersolaj, kávé, szárított és sózott hal, vashulladék.
- Importtermékek: búza, finomított kőolaj, vas, rizs, járművek

Főbb kereskedelmi partnerek 2019-ben:
- Export :  Kína 53%, Szaúd-Arábia 10%, Egyesült Arab Emírségek 7%, Ausztrália 5%
- Import :  Kína 25%, Törökország 10%, Egyesült Arab Emírségek 9%, Szaúd-Arábia 8%, India 7%

## Közlekedés

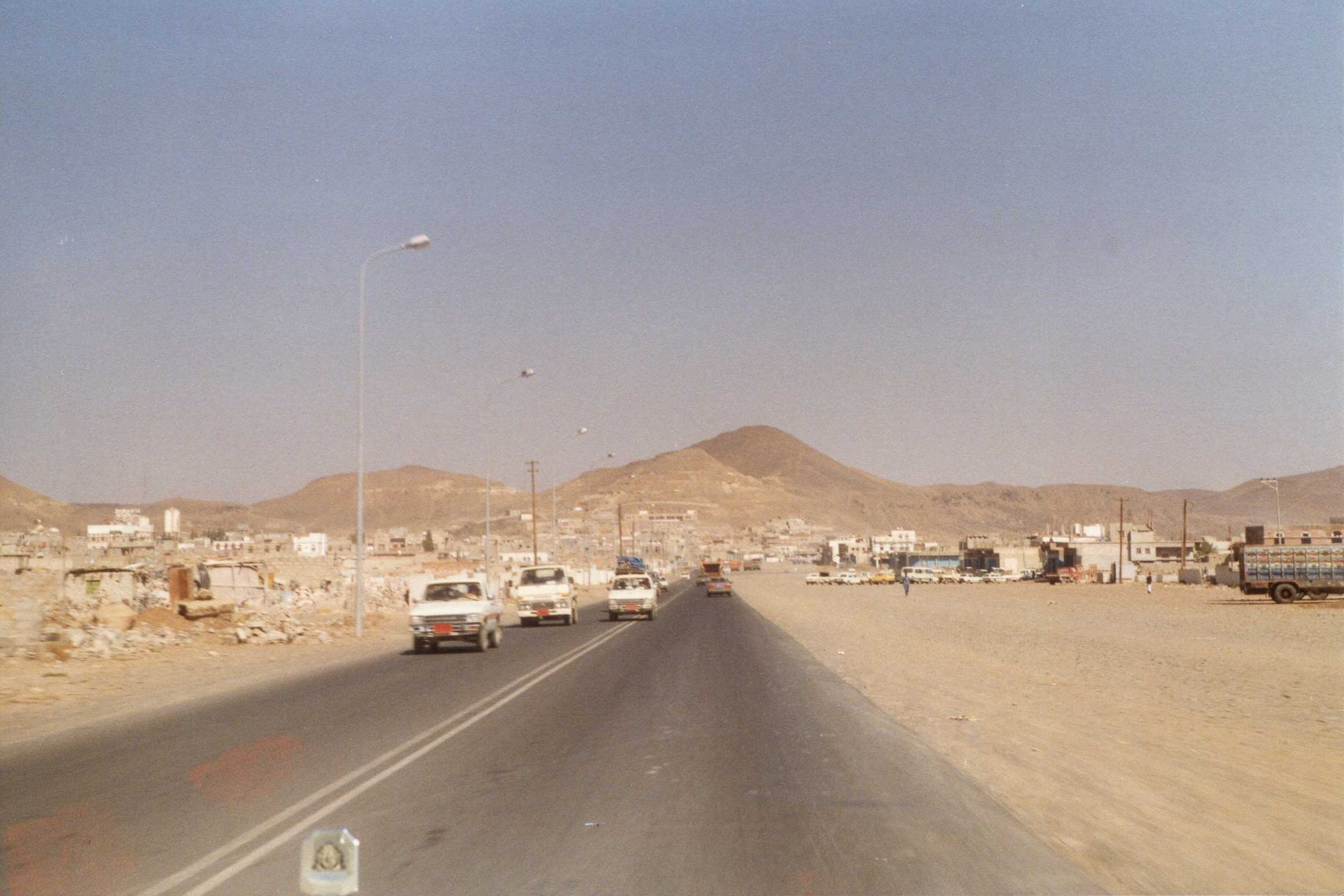
Egy országút képe

### Szárazföld
Közutak hossza: 71000 km (2005), melynek alig 1/10-e szilárd burkolatú.
Vasút nincs az országban.

### Légi
A repülőterek száma: 16. A nemzetközi forgalmú repülőterek: Szanaa, Taizz, Hodeida, Áden, Mukalla, Marib.

### Vízi
A fő tengeri kikötők: Áden, Al Hudaydah, Al Mukalla.
Áden kikötője jelentős kereskedelmet és tranzitforgalmat bonyolít.

## Telekommunikáció
| Hívójel prefix | 7O |
| ITU zóna       | 39 |
| CQ zóna        | 21 |

## Kultúra
Az északi hegyvidéken élő jemeniek többsége síita, míg a Vörös-tenger mellékén és a délen lakók szunniták. Az Észak- és Dél-Jemen közti hosszú konfliktust részben ez a vallási különbség okozta, de szerepet játszott benne a világos bőrű hegyvidékiek és a sötétebb bőrű – jórészt afrikai eredetű – partmenti lakosság közti etnikai eltérés is. Elemzők szerint még jó időnek kell még eltelnie ahhoz, hogy a két Jemen kulturális értelemben is egy országgá forrjon össze.
Az ország kulturálisan gazdag, amelyre számos civilizáció, így az ókori Szabá civilizációja is hatással volt. 
Az ősi Szanaa még napjainkban is az Ezeregyéjszaka hangulatát idézi. Bár sok új létesítmény épült, az óváros falain belül ma is ott vannak a bazárok, a vályogtéglából emelt paloták és a fehér kupolás mecsetek.

### Kulturális világörökség
Az UNESCO világörökség-listáján szerepel:
- Sibám városfallal körülvett óvárosa;
- Szanaa óvárosa (Szanaa a főváros);
- Zabíd történelmi városrésze.
- Szokotra-sziget egyedülálló növény- és állatvilággal rendelkező szigete.

### Vallás
Az iszlám jelentése: az Isten iránti odaadás. Hívei egyetlen Istent ismernek el (akit ők Allah-nak neveznek), aki mindennek a teremtője, mindenható, láthatatlan és örökkévaló. Hitvallásuk, amely az iszlámhoz való tartozás feltétele, így szól: "Nincs más Isten Allahon kívül, és Mohamed az Ő küldötte."
A legfontosabb vallási kötelességeket az iszlám öt tartópillérének nevezik. Ezek a következők:
- Hit Istenben és az Ő prófétáiban
- Rituális ima naponta ötször, Mekka felé fordulva. Ezt mindig mosakodásnak kell megelőznie.
- Böjt a Ramadán havában.
- Szegényadó (adomány) vallási és jótékonysági célokra.
- Mekkai zarándoklat, legalább egyszer a hívő életében.

Ezeken kívül még számos előírás szabályozza a hívők életét.

### Gasztronómia
A jemeni konyha jobban elüt a többi közel-keleti konyhától. Egyes régiókban eltérő mértékben van jelen a külső befolyás: Szanaában oszmán-török, míg Ádenben és Mukallában indiai hatás érvényesül.
A jemeniek vendégeiknek gyakran kínálnak fel ételt, hogy kifejezzék barátságukat és tiszteletüket. Ennek visszautasítása sértő lehet. A legtöbb arab országgal ellentétben Jemenben a legfőbb étkezést az ebéd jelenti, nem a vacsora.
Az ételkészítéshez gyakran használnak egy tandúr, vagy tannúr nevű agyagedényt a háztartásokban. A legfontosabb zöldségek a hagyma, paradicsom és burgonya, a húsok bárány, kecske és baromfi, a partmenti területeken a hal. A marhahúsfogyasztás ritkaság. A tejtermékek is ritkák. Sütéshez főzéshez növényi olajokat, esetleg tisztított vajat használnak.
A kovásztalan laposkenyerek nagyon gyakoriak. A leggyakoribb a szaluf búzalisztből készül. Az édességek gyakori hozzávalója a méz, amit Jemen-szerte igen kedvelnek.

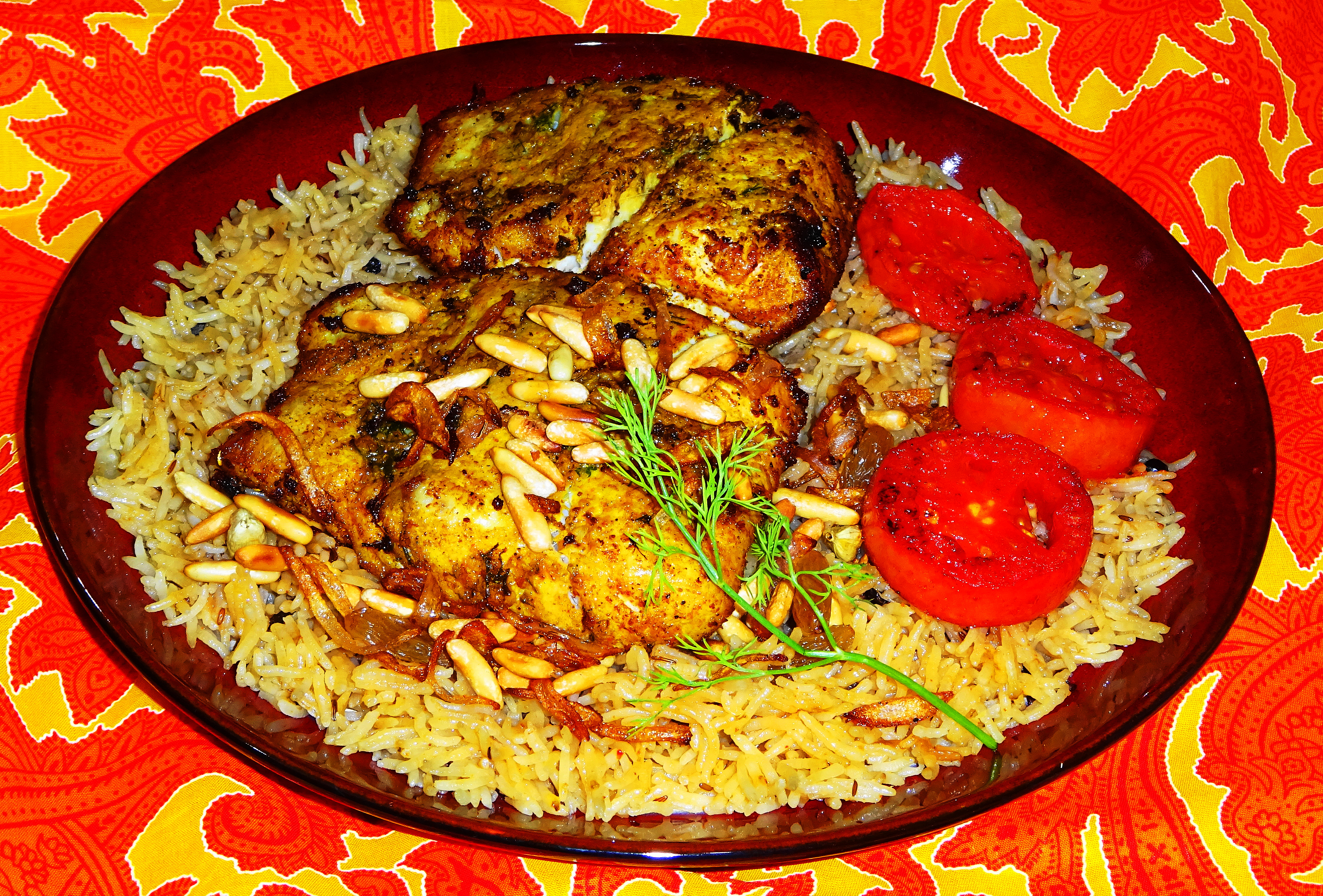
Hagyományos halétel, a szajadijah
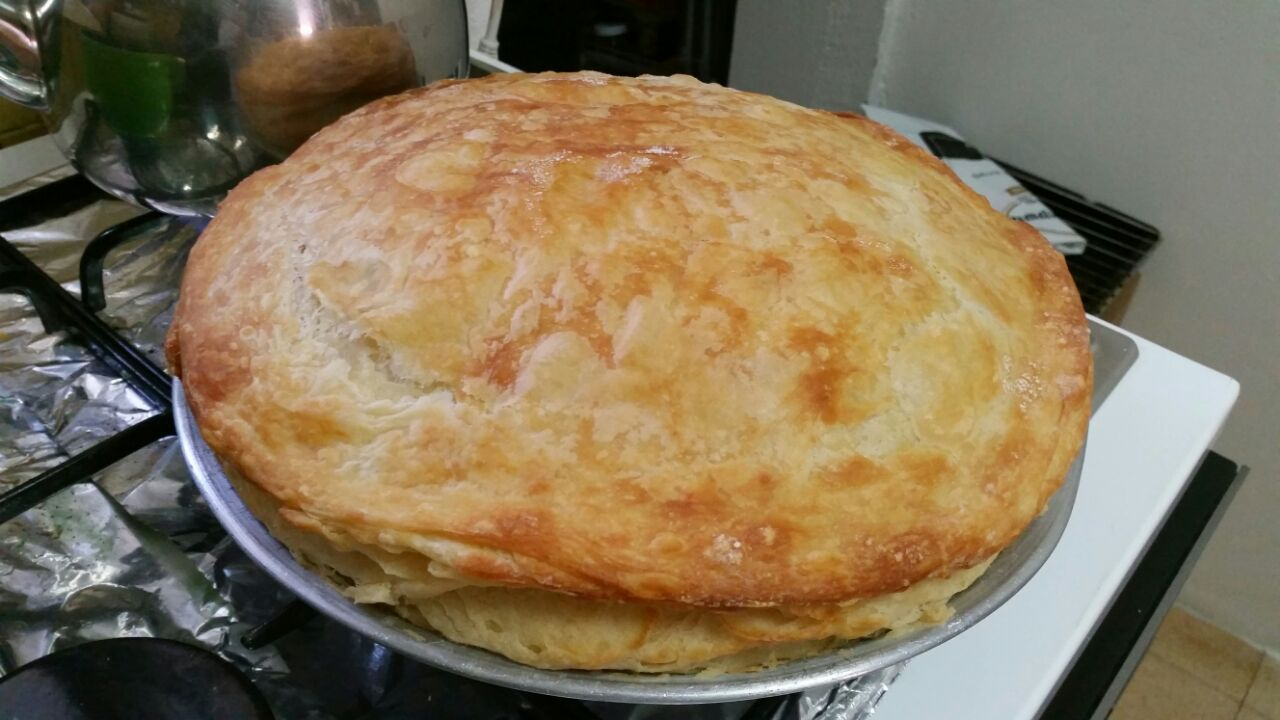
Jemeni kenyér, a szabaja
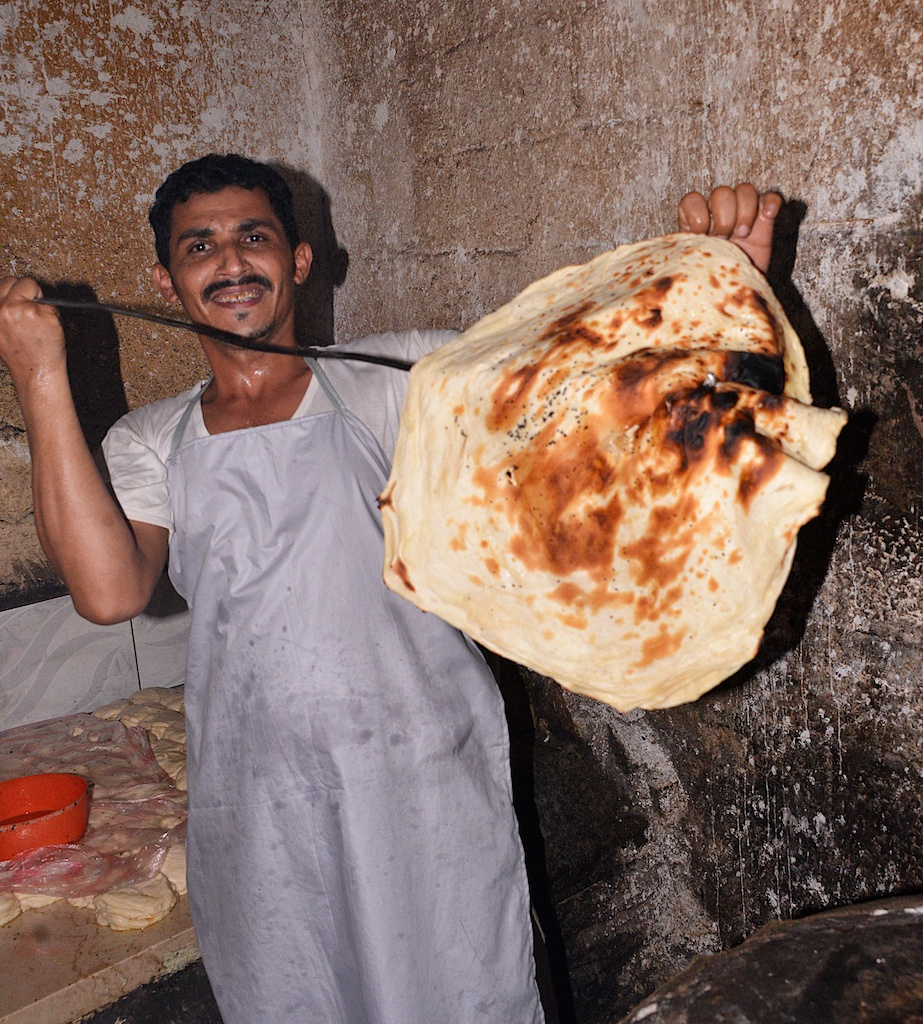
Pék laposkenyeret süt
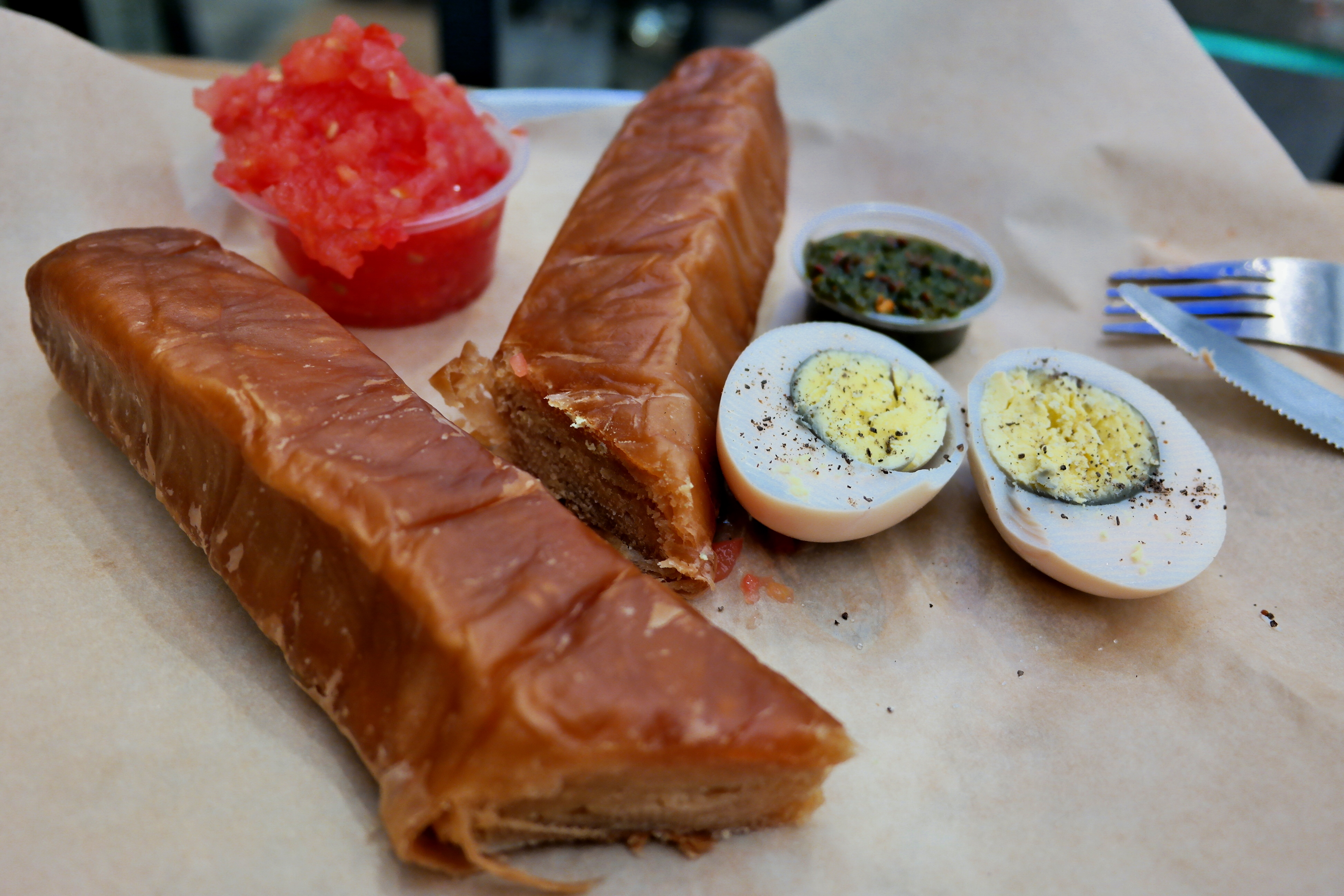
Kolbászféle, a dzsahnun

## Turizmus
Jemen turisztikai központ volt, miután nagy múlttal, a Közel-Kelet és Afrika szarva kereskedelmi útvonalai találkozásánál helyezkedik el. A 2011-es jemeni válság óta azonban meredeken csökkent a beutazó turisták száma. 
A magyar külügyminisztérium – más országokhoz hasonlóan – a 2020-as évek elején nem javasolja a beutazást az országba.
Az országban 2020-ban négy világörökségi helyszín található, ebből három kulturális helyszín.
Ajánlott oltások Jemenbe utazóknak:
- Járványos gyermekbénulás
- Hastífusz
- Hepatitis A (Magas a fertőzésveszély.)
- Hepatitis B (Közepes a fertőzésveszély.)
- Veszettség

Javasolt bizonyos területeken a Malária (csak az északkeleti országrész maláriamentes) elleni tabletta.
Kötelező oltás, ha fertőzött országból érkezik/országon át utazik valaki:
- Sárgaláz

## Sport

### Labdarúgás
A Jemeni labdarúgó-válogatott eddig nem ért el kiemelkedő eredményeket.

### Olimpia
Az országnak eddig egyetlen érme sincs a játékokról.
- Jemen az olimpiai játékokon

## Ünnepnapok
| Május 22.      | A nemzeti egység napja 1990               |
| Szeptember 26. | Az 1962-es forradalom napja               |
| Október 14.    | Az 1967-es forradalom napja               |
| November 30.   | Az utolsó brit katona távozásának a napja |

Változó időpontúak a muszlim naptár alapján: 
|  | ‘Īd al-’Aḍḥà                 | Iszlám ünnep             |
|  | ‘Īd al-Fiṭr                  | A ramadán végének ünnepe |
|  | el-Maulid                    | A Próféta születésnapja  |
|  | ‘Īd Ra’s as-Sanät el-Hījrīyä | Iszlám újév              |